# Південно-Західний мис (Нова Зеландія)
Південний мис / Вайор — це мис, що позначає найпівденнішу точку острова Стюарт / Ракіура, а також головний архіпелаг Нової Зеландії. Це один із чотирьох кардинальних мисів Нової Зеландії, визначених капітаном Джеймсом Куком під час його першої подорожі, разом із мисом Нордкап, мисом Східний і Вест-Кап. Спочатку Кук назвав це місце «Південний мис». У той час Кук неправильно описав острів як півострів, приєднаний до Південного острова Нової Зеландії, з вузьким перешийком замість протоки Фовео . Південний мис також є одним із п’яти Великих мисів світу разом із мисами Південної Америки, Африки та Австралії.
У 1998 році Південний Кейп став одним із 90 географічних назв, які отримали подвійну назву після прийняття Закону про врегулювання претензій Нгай Таху 1998 року, що є частиною врегулювання претензій, висунутих урядом Нової Зеландії Нгай Таху іві за порушення Договір Вайтангі. Нова назва, South Cape / Whiore, включає традиційну назву мису маорі поряд з назвою, даною йому Куком.